# 顔面障害
顔面障害（がんめんしょうがい）とは顔にあざがあることなどで社会で差別や排除を受けることがあり、また人と接する職業に就くことが著しく困難であることから「社会の壁」によって作られたとされている障害。これはユニークフェイスという団体によって使われだした言葉である。現在の日本ではこれは障害者保健福祉施策において障害とは認められておらず、他に何らかの心身障害が無い限り障害者サービスが受けられない状態である。